# Мариатеги, Хосе Карлос
Хосе́ Ка́рлос Мариа́теги (исп. José Carlos Mariátegui La Chira, 14 июня 1894, Мокегуа — 16 апреля 1930, Лима) — перуанский деятель рабочего движения, писатель, публицист, литературный критик и журналист, социальный и политический философ, социолог и историк, теоретик марксизма.

## Биография
Родился в семье бедного служащего, бросившего семью, когда Мариатеги был ещё ребёнком; вместе с братом и сестрой воспитывался матерью. В детстве (в 1902 году) получил сильную травму левой ноги, от которой так и не смог полностью оправиться. Из-за этой травмы ему пришлось оставить школу, и свои энциклопедические знания он получил в процессе самообразования.
Изначально мечтал стать римско-католическим священником, но с возраста 14 лет был вынужден начать работать на типографии, пройдя путь от посыльного и чернорабочего до журналиста: печатался в газете La Prensa и журнале Mundo Limeño, а затем в более левом издании El Tiempo. Со второй половины 1910-х годов начал активно участвовать в рабочем движении, основав журнал La Razón, пропагандируя социалистические идеи и поддерживая борьбу за университетскую реформу и забастовки за восьмичасовой рабочий день, а также снижение стоимости товаров первой необходимости.
За свою политическую деятельность в 1919 году был выслан правительством Аугусто Легия из страны и эмигрировал в Европу, путешествуя по Франции, Германии, Австрии, Бельгии, Чехословакии. В Европе он встречался с многими левыми политиками и деятелями культуры, такими как Максим Горький, Г. В. Чичерин, Анри Барбюс и Антонио Грамши.
В итоге, он осел в Италии, где женился и совместно с ещё несколькими перуанскими эмигрантами создал марксистский кружок. Он был свидетелем оккупаций заводов Турина рабочими в т. н. «Красное двухлетие», а в январе 1921 года присутствовал XVII съезде Итальянской социалистической партии в Ливорно, на котором произошёл исторический раскол, приведший к формированию коммунистической партии. Когда он покинул страну в 1922 году, Бенито Муссолини уже был на пути к власти; в восходившем фашизме Мариатеги увидел ужасную цену, которую общество в условиях кризиса платило за провалы левого движения.

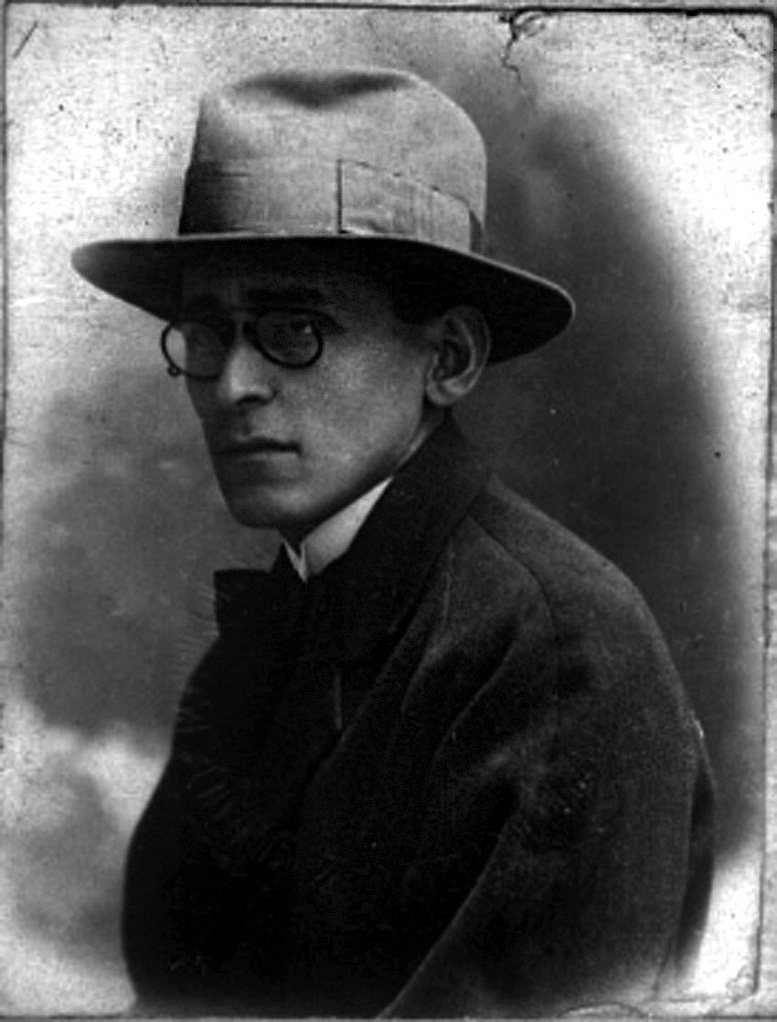
Мариатеги на Генуэзской конференции, 1922 год.

Мариатеги вернулся на родину в 1923 году и вновь начал принимать активное участие в рабочем движении, в деятельности профсоюзов, студенческих объединений и народных университетов. Он также первым начал применять марксистские методы к изучению Перу, Одним из первых дав марксистский анализ истории и культуры Латинской Америки. Кроме того, он вступил в контакт с Виктором Раулем де ла Торре, возглавлявшим Американский народно-революционный альянс (APRA); поскольку тот был изгнан из страны, Мариатеги в октябре 1923 года сменил его в качестве редактора журнала Claridad. Пятый выпуск издания в марте 1924 года был посвящён В. И. Ленину.
В 1924 году последствия его травмы обострилась настолько, что ногу пришлось ампутировать. В 1926 году основал общественно-политический и литературный журнал Amauta как форум для обсуждения проблем социализма, искусства и культуры в Перу и всей Латинской Америки. На его страницах активно печатался и он сам, первоначально поддерживая политику Американского народно-революционного союза как широкого антиимпериалистического и демократического фронта. В 1927 году был арестован и помещён в военный госпиталь, после ещё несколько раз подвергался домашнему аресту. С 1928 года он также издавал рабочую газету Labor.
В 1928 году вместе с Уго Пеше основал Перуанскую социалистическую партию (после 1930 года переименованную в коммунистическую) и был избран её первым генеральным секретарём. Вскоре он также стал одним из основателей Всеобщей конфедерации трудящихся Перу (CGTP), которую затем представлял в качестве делегата на учредительном съезде Латиноамериканской конференции профсоюзов в Монтевидео. Умер в 1930 году от послеоперационных осложнений. Похоронен на кладбище «Пастор Матиас Маэстро».
Несмотря на раннюю смерть в неполные 36 лет, Мариатеги считается одним из самых влиятельных латиноамериканских социалистов XX века. Его важнейшая работа — «Семь очерков истолкования перуанской действительности» (исп. 7 ensayos de Interpretación de la Realidad Peruana) (1928), посвящённая различным вопросам истории, социологии и литературы Перу, в которой, в частности, он выступал против перуанских латифундистов и в поддержку коренных народов страны.
Начиная с экономической истории страны, книга переходит к обсуждению «индейской проблемы», которую Мариатеги находил центральной как для понимания исторической эволюции Перу, так и для анализа национальной ситуации в XX веке. Её он считал неразрывно связанной с решением «земельного вопроса». Другие очерки были посвящены проблемам народного образования, религии, литературы, регионализма и централизма. Суть взглядов Мариатеги сводилась к тому, что социалистическая революция в Латинской Америке должна развиваться на основе местных условий и особенностей (включая традиционные для индейского общества формы коллективизма), не копируя в точности европейский опыт.

## Автобиография

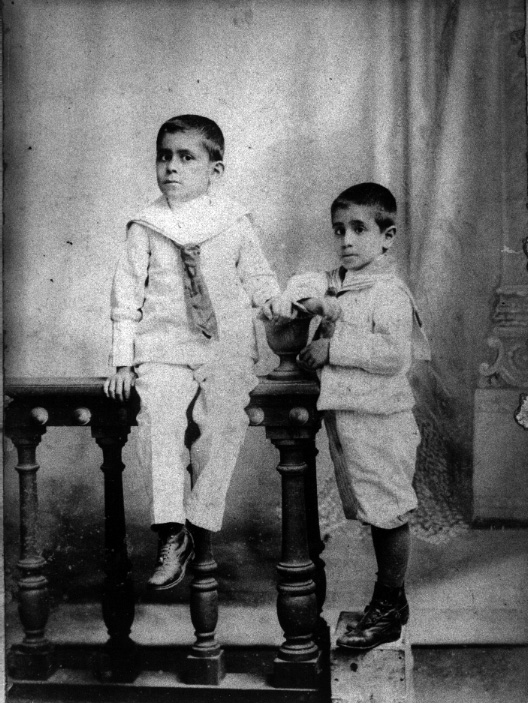
Мариатеги с братом Хулио Сезаром в детстве, 1904 год.

В 1926 году один из аргентинских друзей Мариатеги обратился к нему с просьбой сообщить для последующего опубликования о наиболее существенных моментах его жизни. Ответ Мариатеги уместился на одном листке и содержал следующие данные:

«Я родился в 1895 году. В 14 лет поступил в редакцию газеты подсобным рабочим. В газетах работал до 1919 года (сначала в „Ла Пренса“, затем в „Эль Тьемпо“ и, наконец, в „Ла Расон“). В последней газете мы выступали за университетскую реформу. С 1918 года, когда я уже по горло был сыт креольской политикой, я решительно повернул к социализму, порвав с первоначальными увлечениями литератора, зараженного декадентством и утонченным византийством конца века, которые в то время расцвели пышным цветом. С конца 1919 года до середины 1923 я путешествовал по Европе. Больше двух лет прожил в Италии, где усвоил некоторые идеи, здесь же познакомился со своей будущей женой. Я был во Франции, Германии, Австрии и других странах. Из-за жены и сына я не смог поехать в Россию. Будучи в Европе, я договорился с несколькими перуанцами о социалистической деятельности. Статьи этого времени отражают развитие моих социалистических убеждений. После возвращения в Перу в 1923 году в своих репортажах, лекциях в Студенческой федерации и Народном университете, статьях и т. д. я разъяснял положение в Европе и начал работу по исследованию национальной действительности в соответствии с марксистским методом. Я уже говорил, что в 1924 году чуть было не отправился на тот свет. Я потерял ногу. Положение было очень серьезным. Конечно, спокойное существование помогло бы мне полностью излечиться. Но ни бедность, ни беспокойство духа не позволяют мне вести спокойную жизнь. Я опубликовал всего одну книгу. Вы её знаете. Недавно я закончил еще две книги. Предполагаю писать и впредь. Вот в нескольких словах история моей жизни. Не думаю, что стоит публиковать её. Но я не мог отказать Вам в Вашей просьбе. Да, чуть было не забыл: я самоучка. Когда-то поступил в университет в Лиме с единственной целью — изучить латынь в пределах, необходимых для моей научной работы. В Европе я тоже посещал лекции. Но никогда я не решался отказаться от своего внеуниверситетского положения…»